# 梅爾洛 (博霍杜希夫區)
50°10′57″N 35°42′10″E / 50.18250°N 35.70278°E
梅爾洛（烏克蘭語：Мерло）是位於烏克蘭東部的村莊，由哈爾科夫州博霍杜希夫區的博霍杜希夫市鎮負責管轄。該村始建於1806年，面積3.15平方公里，海拔高度147米，2001年人口458，人口密度每平方公里145人。